# Диглоссия
Диглосси́я (от др.-греч. δυο — «два» и γλωσσα/γλωττα — язык) — особый вариант билингвизма, при котором на определённой территории или в обществе сосуществуют два языка или две формы одного языка, применяемые своими носителями в различных функциональных сферах. Для диглоссии характерна ситуация несбалансированного двуязычия, когда один из языков или вариантов выступает в качестве «высокого», а другой — «низкого». При этом возможны ситуации, когда «низкий» язык является родным разговорным языком для всего населения территории или его части, а «высокий» язык — родственным по отношению к родному языку (например, церковнославянский и русский в допетровской России) либо неродственным надэтническим языком территорий с разнообразным этническим составом населения.

## История концепции
Концепция диглоссии как параллельного сосуществования двух вариантов языка была описана греческим писателем и филологом Иоаннисом Психарисом для ситуации сосуществования в греческой литературе двух вариантов письменного новогреческого языка: «книжной» формы новогреческого кафаревусы (греч. καθαρεύουσα γλώσσα, буквально — чистый язык), основанной на аттических образцах и очищенного Адамантиосом Кораисом от заимствований из турецкого, и народного языка димотики (греч. δημοτική). После освобождения Греции от турецкого владычества в 1821 году, кафаревуса стала официальной нормой письменного новогреческого. Такое положение сохранялось в Греции до языковой реформы 1976 года, когда в качестве языка обучения, объекта изучения и языка учебников на всех уровнях образования была принята димотика.
В 1959 году Чарльз Фергюсон описал аналогичную ситуацию несбалансированного двуязычия с различными функциональными сферами обращения языков для разговорных местных вариантов арабского и классического арабского языка в арабском мире, швейцарского диалектного и литературного немецкого в немецкоговорящей части Швейцарии и креольского и французского на Гаити. Фергюсон в своей работе отметил функциональное отличие диглоссии от билингвизма: если при билингвизме языки функционально равноправны, то в случае диглоссии один из языков является «высоким» (H-язык) и используется в небытовых «высоких» (религия, книжно-письменная культура, наука, образование) сферах и ситуациях общения и не используется при бытовом общении; другой же язык (L-язык) является «низким», то есть принят в повседневном общении и сниженных функциональных стилях речи и жанрах письменности (бытовая письменность, «низкие» жанры художественной литературы). 
Фергюсон также отметил резкое отличие престижа языков в диглоссной ситуации: в крайних проявлениях диглоссии носители H-языка объявляют L-язык «несуществующим» и не используют L-язык, называя использование L-языка проявлением низкой культуры или неграмотности. Он также отметил, что даже в более мягких формах диглоссии H-язык считается более красивым, логичным, лучше приспособленным для выражения сложных и важных мыслей - причем это мнение разделяют также и носители L-языка.
В работах Фергюсона рассматривались H-L пары родственных языков или пары литературная норма — диалект, однако в 1967 году Джошуа Фишман, рассматривая различные сферы функционирования испанского и гуарани в билингвизме Парагвая, распространил понятие диглоссии и на неродственные языки.

## Варианты диглоссии
Диглоссная ситуация может складываться при параллельном обращении как родственных, так и неродственных языков, причём в некоторых случаях употребляемые на территории языки (или их разновидности — диалекты, говоры) могут образовывать вертикальный языковой континуум, причём в отношении диглоссии находятся языки различных уровней континуума (английский — креольский Ямайки и ряда других англофонных территорий Карибского региона).
При диглоссии в зависимости от языковых ситуаций индивидом — носителем языков, в различных речевых ситуациях для построения социально корректного высказывания производится выбор не только функционального стиля речи, но и язык (диалект) высказывания.
Для диглоссии характерны следующие признаки:
- Функциональное разделение языков — высокого (H), который применяется в небытовых речевых ситуациях и «высоких» сферах применения (в религии, науке и образовании, книжно-письменной культуре) и низкого (L), являющегося родным для носителя и принятого в бытовой речи и письменности и «низких» жанрах художественной литературы.
- Престижность H-языка в массовом сознании данного общества.
- Экзоглоссность (надэтничность) H-языка для территорий с пёстрым этническим составом, в этом случае H-язык не является родным для носителей нескольких L-языков.
- Внесемейное «школьное» овладение H-языком.
- Высокая кодифицированность H-языка в силу его более интенсивного обращения в письменной культуре.
- В большинстве случаев для H-языка характерен больший по сравнению с L-языком объём литературного наследия из-за большей длительности или размера территории его обращения.

В зависимости от отношений H- и L-языков различают следующие диглоссные ситуации:
- Родственные H- и L-языки, H-язык выполняет функции «классического» языка, L-разговорного, например, классический арабский и местный разговорный диалект; греческие кафаревуса и димотика; классический и разговорный сингальский, языки обращаются в одном этносе.
- Неродственные H- и L-языки, H-язык выполняет функции «классического» языка, L-разговорного, например, арамейский/иврит и идиш до Второй Мировой войны.
- Неродственные H- и L-языки, H-язык выполняет функции литературного/письменного и официального языка, L-разговорного, например, испанский и гуарани в Парагвае; английский или французский и местные языки в бывших колониях.
- Родственные H- и L-языки, H-язык выполняет функции литературного/письменного и официального языка, L-разговорного, например, немецкий язык и швейцарский диалект немецкого; стандартный китайский (путунхуа) и кантонский диалект (юэ). В формальных документах используется только путунхуа (традиционными иероглифами), которые озвучиваются на кантонском — изменяя произношение слов, меняя их, оформляя как разговорный кантонский.

## Классические примеры диглоссии
- Византия: развитая диглоссия — разрыв между литературно-письменным языком койне («кафаревуса»), которым владели высшие слои общества, и разговорными диалектами среднегреческого языка (глосса димодис, народный язык).
- Средневековая Западная Европа: разговорные романские, германские, славянские, кельтские, баскские, венгерские диалекты и латинский язык письменной культуры.
- Англия X—XII: разговорный среднеанглийский язык населения, принадлежащий германской группе индоевропейской семьи языков и англо-нормандский язык власти, делопроизводства и судопроизводства, относящийся к романской группе той же языковой семьи.
- Киевская Русь: разговорный и деловой древнерусский язык населения и церковнославянский язык богослужения и церковной литературы[6], при этом лексические различия в некоторых случаях были настолько велики, что вызвали появление толковников непонятных слов церковных книг (например, «Толкования неудобь познаваемым речам»)[7]. Применимость понятия «диглоссия» для языковой ситуации Древней Руси оспаривается некоторыми исследователями, в частности М. И. Шапиром, который определял её как не до конца реализованное двуязычие[8].
- Белоруссия: трасянка в качестве L-языка и русский или белорусский языки как H-языки.
- Россия:
  - Российская империя: разговорный русский язык простого населения и французский язык дворянства в XVIII веке (галломания)[9].
  - Российская Федерация: В качестве H-языка выступает русский язык, в роли L-языков – остальные языки из числа языков Российской Федерации[10].
- Украина:
  - УССР: русский язык в качестве высокого, украинский — в качестве низкого[11];
  - современная Украина: суржик в качестве L-языка и русский или украинский языки как H-языки[12].
- Германия: XVI — середина XX века, местные германские говоры/диалекты/языки провинций и стандартный письменный немецкий язык, постепенно ставший родным для молодых поколений в эпоху СМИ. В XVII—XIX веках также стандартный французский язык.
- Греция: на протяжении XIX и XX веков происходило сосуществование народной (димотика) и литературной (кафаревуса) форм языка.
- Арабский мир: письменный литературный язык, слабо изменившийся со времён написания Корана служит официальным целям, в то время как в каждой стране в быту в устной речи (а также в фильмах, песнях и т. д.) используется исключительно местный разговорный язык («диалект» арабского), а использование литературного языка в устной речи не допускается, и большинство населения им слабо владеет.
- Италия: XVI — середина XX века, местные романские говоры/диалекты/языки провинций и стандартный итальянский язык, постепенно оттеснивший их.
- Китай (в том числе Тайвань, Гонконг, Макао), Сингапур — сосуществование литературного языка (путунхуа) с диалектом в быту (как правило, бесписьменным или малописьменным). До начала XX века ситуация была сложнее: «высоким» письменным языком был вэньянь, не имевший разговорной формы; разговорные языки, называемые байхуа, использовались в повседневности и для «низких» жанров литературы, при этом существовало межрегиональное койне на основе северных диалектов, сначала нанкинского, а позже и пекинского.
- Тамилнад и Шри-Ланка: две параллельных формы тамильского языка («высокая» и «низкая»), смешение которых не допускается.
- Шри-Ланка: сингальский язык имеет разговорную и письменную формы.
- Иран: настоящее время. Язык фарси, распространённый на территории современного Ирана, имеет два варианта звучания: литературный и разговорный. Различаются фонетически (усечением окончания), лексически (заменой некоторых слов на более «высокие» формы)[источник не указан 3776 дней].
- Владеющие жестовым языком глухие обычно владеют также местным звучащим языком[13].